# Odontomachus ruginodis
Odontomachus ruginodis es una especie de hormiga del género Odontomachus, familia Formicidae. Fue descrita científicamente por Wheeler en 1908.
Se distribuye por Bahamas, Barbados, Belice, Bermudas, Bolivia, Brasil, Colombia, Costa Rica, Cuba, República Dominicana, Ecuador, El Salvador, islas Galápagos, Granada, Guadalupe, Guatemala, Haití, Honduras, Jamaica, México, Nicaragua, Panamá, Perú, Puerto Rico, San Vicente y las Granadinas y Estados Unidos. Se ha encontrado a elevaciones de hasta 1790 metros. Habita en bosques húmedos, selvas tropicales y zonas urbanas.